# Fjaðrárgljúfur

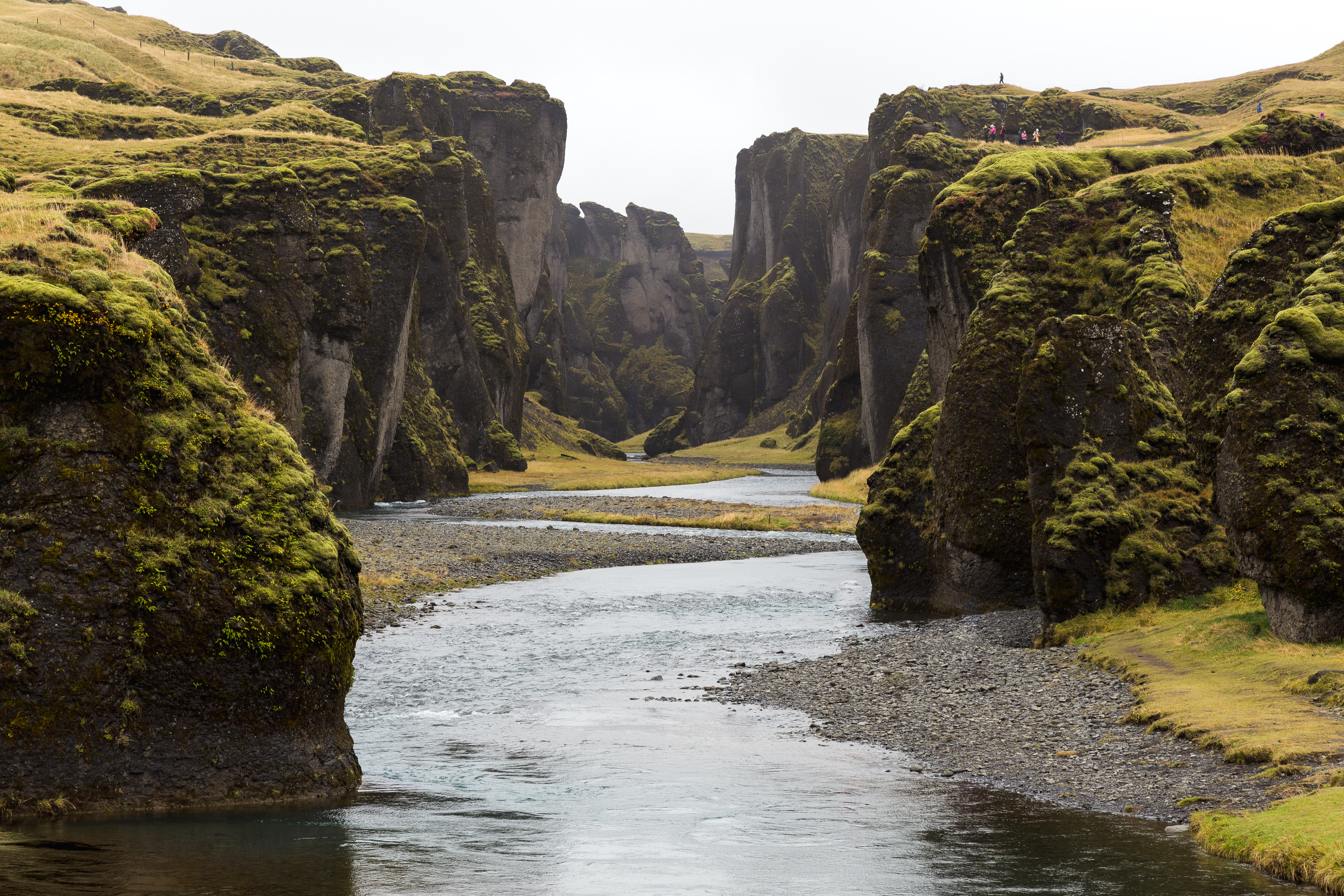
Dolna część kanionu

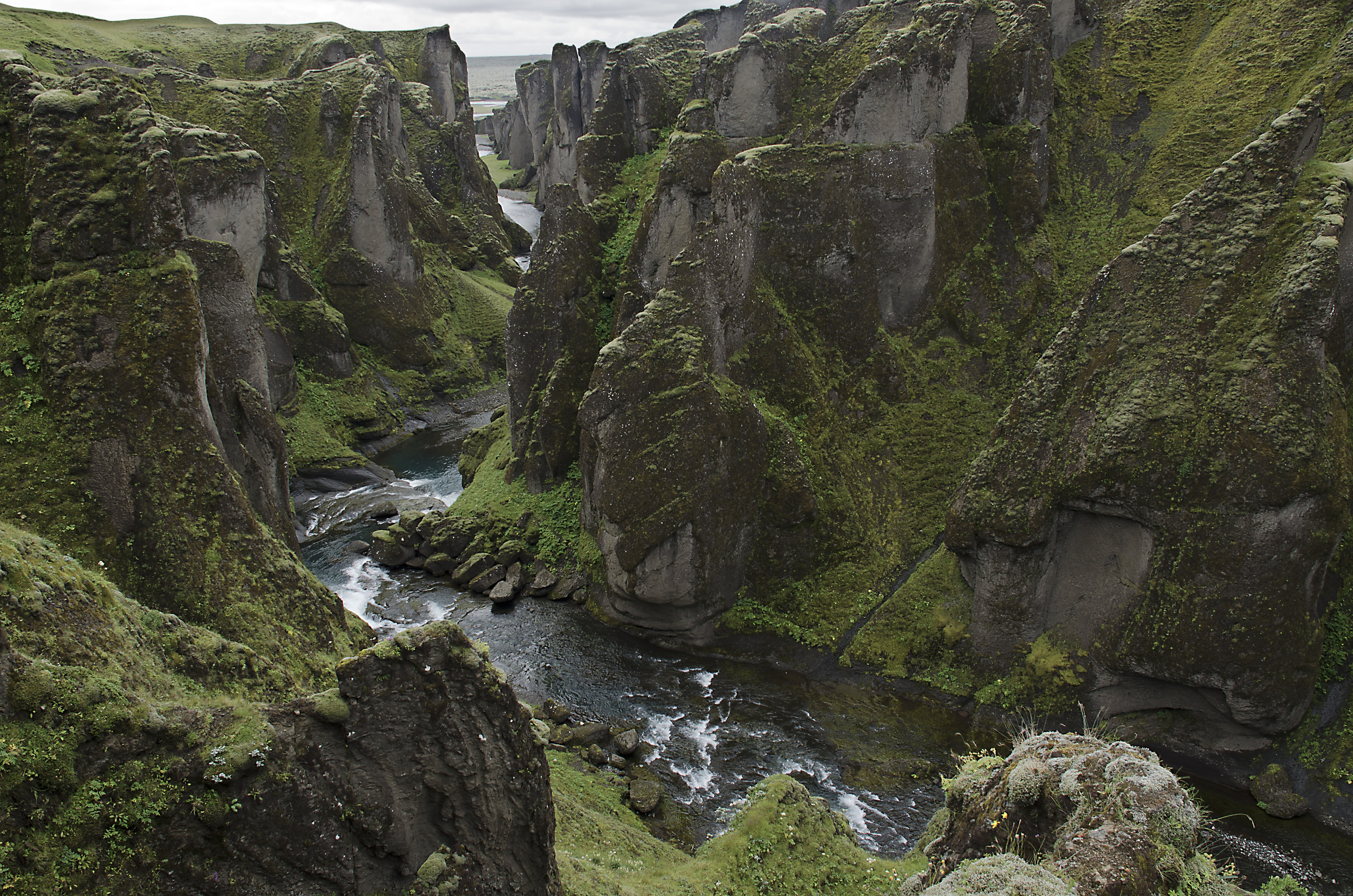
Środkowa część kanionu

Fjaðrárgljúfur – kanion w południowej Islandii na rzece Fjaðrá, lewym dopływie rzeki Skaftá, około 6 km na zachód od miejscowości Kirkjubæjarklaustur.
Kanion ma około 2 km długości i 100 m głębokości. Jest zbudowany głównie z palagonitów, które powstały około 2 miliony lat temu. Sam kanion został uformowany pod koniec ostatniej epoki lodowcowej około 9 tys. lat temu. W trakcie wycofywywania się lodowca powstało jezioro, z którego wypływała rzeka o dużej sile, zdolnej do wytworzenia kanionu. Po wypełnieniu jeziora osadami niesionymi przez rzeki lodowcowe, moc rzeki przepływającej przez kanion osłabła. 
Do kanionu można dotrzeć drogą nr 206 odchodzącej od głównej drogi krajowej nr 1. Sam kanion można obejrzeć zarówno z góry ze ścieżki prowadzącej wzdłuż krawędzi, jak i z dołu spacerując dnem kanionu. 
Fjaðrárgljúfur położony jest na terenie geoparku Katla Geopark, obejmującego południową część Islandii w okolicach lodowca Mýrdalsjökull i wschodniej części lodowca Vatnajökull.